# POVED
POVED s. r. o. (Plzeňský organizátor veřejné dopravy) je společnost, která byla založena k výkonu funkce organizátora Integrované dopravy Plzeňska. Založil ji k 1. květnu 2010 Plzeňský kraj (66 %) společně s městem Plzní (34 %). Vykonává servisní činnosti pro své zřizovatele, pro obce a pro dopravce. Sídlí spolu s řadou dalších organizací v Plzni na adrese Nerudova 982/25, Plzeň 3-Jižní Předměstí. 

## Činnost
Ve své funkci nahradila společnost Plzeňský holding a. s (2002–2007) a Plzeňské městské dopravní podniky, které dopravní systém de facto spravovaly v letech 2008–2010.
Organizace zajišťuje rozvoj dopravního systému, úpravy jízdních řádů, provádí kontrolní činnost u dopravců, dopravní průzkumy, připravuje soutěže na dopravní obslužnost a pro Plzeňský kraj zpracovává strategické dokumenty jako Plán dopravní obslužnosti Plzeňského kraje na léta 2022-26, který shrnuje předpokládaný rozvoj veřejné dopravy v následujících letech a slouží i jako podklad pro jednání s organizátory veřejné dopravy v sousedních krajích, Ministerstvem dopravy ČR nebo Správou železnic.
POVED od roku 2020 provozuje centrální dispečink. Po rozšíření integrace na celý Plzeňský kraj a okolí se integrovaný dopravní systém Plzeňského kraje v rámci České republiky zařadil mezi nejpokročilejší.

## Členství a vedení
Jednatelkou společnosti je Ing. Zdeňka Kmochová, výkonným ředitelem Ing. Jiří Kozák.
Organizace POVED s. r. o. se prezentuje na webu integrovaného systému Integrovaná doprava Plzeňského kraje, který  provozuje.
Český statistický úřad ji eviduje v kategorii organizací s 25–49 zaměstnanci. Výroční zpráva za rok 2018 uvádí od května 2018 počet 14 pracovníků, z toho 9 (koncem roku 10) na plný úvazek, 4 na částečný úvazek, přepočtený počet zaměstnanců za rok 2018 byl 12,45. V přehledu kontaktů uvádí web IDPK v roce 2025 jmenovitě 12 osob: jednatelka společnosti, výkonný ředitel, asistentka, dopravní specialista - železniční doprava, dopravní a marketingový specialista, dopravní specialista IDPK, projektový manažer, projektový a systémový manažer, manažer kvality služeb, dopravní technolog pro železniční dopravu, dopravní technolog, specialista na ekonomiku. Organizační strukturu web neuvádí. 
POVED je členem České asociace organizátorů veřejné dopravy (ČAOVD).